# Харито, Николай Иванович
Никола́й Ива́нович Хари́то (19 (31) декабря 1886, Ялта — 9 ноября 1918, хут. Тихорецкий) — русский композитор, поэт, автор всемирно знаменитого романса «Отцвели уж давно хризантемы в саду…».

## Биография
Мать — Надежда Георгиевна Харито (†1948, Киев), гречанка по национальности, происходила из балаклавских мещан.
Отец — Иван Петрович Иванисов, горный инженер из семьи состоятельных русских дворян с армянскими корнями — состоял в гражданском браке с его матерью, гречанкой по происхождению.
Иван Иванисов был направлен в Ялту в 1884 году для строительства дорог на южном побережье, где и задержался на долгие годы. Надежда Харито кроме Николая родила Ивану четырех дочерей.. Был направлен на работу в Ялту. Влюбившись в красавицу-гречанку, он не мог официально жениться на ней, поскольку в Санкт-Петербурге у него оставалась жена. Оставался только гражданский брак, в котором, кроме Николая, родилось ещё четыре сестры — Вера, Лида, Елена и Надежда. И. П. Иванисов был весьма состоятельным: имел в Ялте роскошный особняк, в Алупке купил сосновый лес площадью 22 гектара, в котором планировал открыть частный санаторий для больных туберкулёзом.
В ялтинском доме постоянно бывали именитые гости из российских столиц. Надежда Георгиевна Харито была образованной женщиной, хорошо разбирающейся в искусстве. Её музыкальные наклонности перешли к детям, которые с малых лет обучались игре на фортепиано. Самым одарённым из них оказался Коля. В пять лет мальчик стал овладевать игрой на фортепиано и писал стихотворения. Вечерами устраивались домашние концерты с участием детей. В доме постоянно звучала музыка, и мать сразу же узнавала игру сына: у него была особенная манера исполнения.
В 1895 году Николая отдали в Ялтинскую Александровскую гимназию. Став учеником гимназии, возглавляемой с 1903 года Артуром Генриховичем Готлибом, Николай на праздниках исполнял произведения Баха, Бетховена, Шопена, Чайковского и любимого Сергея Рахманинова, что отмечалось гимназическим начальством похвальными грамотами. Играя без нот, демонстрировал блестящую музыкальную память. К этому же времени относится и его увлечение русской поэзией.
После окончания ялтинской гимназии Николай Харито поступил на юридический факультет Киевского университета. В студенческой среде он пользовался авторитетом и уважением, да это и неудивительно — глубокая начитанность, музыкальность, добрые душевные качества и, что совсем уж немало, обаятельный и мужественный облик — все это привлекало. Популярность и авторитет студента Харито сравнивали с популярностью в университете профессора Эйхельмана:
Не всё хорошее забыто,
Не всюду царствует обман.
Среди студентов есть Харито,
А в профессуре — Эйхельман.
Николай разделял многие воззрения либерально настроенного студенчества. Однажды ему даже довелось испытать вероятность исключения из университета за шумное и демонстративное исполнение «Марсельезы» при намеренно раскрытых окнах. Отстоял его профессор Эйхельман. Впоследствии профессору ещё раз пришлось заступаться за студента Харито, ибо тот участвовал в беспорядках, вспыхнувших в связи с кончиной Льва Толстого.
Вступил в партию эсеров. В 1911 году был арестован и выслан под надзор полиции в Пинегу, куда поехал уже с женой, Марией Олимпиевной Фёдорович. Здесь он заболел туберкулёзом и ему был разрешён выезд на лечение в Швейцарию с зачётом срока лечения в общий срок ссылки. В период двухлетнего пребывания в Швейцарии Николай Харито вольнослушателем посещал консерваторские занятия.
После возвращения в Россию Н. Харито стал работать в Театре миниатюр, главным режиссёром которого был М. Т. Строев. В его доме вскоре поселился не только Николай Харито, влюбившийся в дочь Строева, Татьяну, но и его мать с дочерями. Период времени 1913—1915 годов оказался самым плодотворным в творчестве композитора.

## Творчество
В университете Николай постоянно находился в центре студенческой жизни. Все обычные студенческие музыкально-поэтические вечера всегда проходили с его участием. Он играл на рояле, пел, читал свои и полюбившиеся стихи других поэтов. Ему неоднократно и настоятельно советовали сочинять романсы, заполонившие тогда всю музыкальную жизнь страны. И вот осенью 1910 года он написал первый и, как оказалось впоследствии, свой самый знаменитый романс — «Хризантемы». Первое исполнение его, В. Шумским, состоялось в кинотеатре на Фундуклеевской улице, где подрабатывал Николай Харито. Позднее романс стал называться «Отцвели уж давно». В сборниках «Русский романс на рубеже веков» (авторы В. Мордерер и М. Петровский, изд. «Оранта-Пресс», Киев, 1997 г.) и «Русский романс» (изд. «Правда», М., 1987 г.) этот романс называется «Отцвели хризантемы». Первый успех подтолкнул Харито на создание новых романсов.
Почти все изданные произведения (а их у него было 48) были записаны на пластинки ещё в дореволюционные годы. Некоторые из них:
1. «Слезы» на стихи Ф. И. Тютчева
2. «Уйди и навеки забудь …» на стихи А. Френкеля
3. «Минуты счастья» на стихи А. Н. Апухтина
4. «Астры осенние», «Я вновь одна» на стихи С. Грея
5. «Кончилось счастье» на стихи В. Шумского

В композиторской деятельности Харито не ограничил себя созданием романсов. Он работал и в популярном в то время жанре мелодекламации, сочиняя для чтецов сопроводительную музыку, он был автором и талантливых фортепианных пьес, и даже таперской музыки к «великому немому» — фильмам с участием легендарного комика Макса Линдера.

## Трагическая кончина
Композитор ушёл из жизни в расцвете творческих сил. Осенью 1918 года на хуторе  Тихорецком Николай Иванович был приглашён на свадьбу его университетского товарища А. Козачинского с Софьей Гонсеровой. Повышенное внимание к нему сестры Софьи, Веры, вызвало необузданную вспышку ревности у приехавшего из Петрограда ротмистра, барона Бонгардена, который выстрелом из пистолета в упор застрелил Харито.
Похоронен он был на местном кладбище, и лишь через год мать перевезла останки сына в Киев и похоронила на Лукьяновском кладбище, рядом с дочерью, умершей от «испанки», сестрой Николая — Еленой.

## Интересные факты
1. Во время визита в гимназию царя Николая II с царицей Александрой и княжнами Татьяной и Ольгой мальчик развлекал сановную публику своей игрой, в то время как достопочтенная пара сидела в двухместном кресле, одолженном для такого случая из дома родителей Харито.
2. Вместе с Николаем Харито в той же гимназии в 1904—1906 годах учились: П. Л. Войков — будущий дипломат-революционер, и С. Я. Маршак — будущий детский писатель. Много позже Николай Иванович посвятит своему ялтинскому другу Войкову романс «Минувшего не воротить» на стихи Татьяны Строевой.
3. В Ялтинской Александровской гимназии работала жена Максима Горького Екатерина Пешкова, а в опекунском совете был Антон Павлович Чехов.
4. По сюжету романса был снят фильм «Отцвели уж давно хризантемы в саду» с участием Ивана Мозжухина.
5. В честь романса Н. Харито назван первый в стране клуб старинного русского романса «Хризантема». Основатель клуба Анатолий Титов.
6. После убийства  Николая Харито, друзья Николая хотели совершить над убийцей самосуд. Однако, прибывший на выстрел и шум военный патруль забрал Бонгардена на гауптвахту до выяснения.  Бонгардена судили, однако он был оправдан, так как представил дело так, что стрелял  не в соперника, а в революционера. Решением командующего А. И. Деникина Бонгарден был разжалован в рядовые и направлен в I армейский корпус генерал-лейтенанта  Б. И. Казановича. Дальнейшая судьба Бонгардена неизвестна.